# 香取神社 (埼玉県松伏町大字築比地782)
香取神社（かとりじんじゃ）は、埼玉県北葛飾郡松伏町の神社。

## 歴史
1576年（天正4年）に創建された。当地の豪族「小岩井采女」という人物が下総国一宮の香取神宮から分霊を勧請して創建した。
1874年（明治7年）、近代社格制度に基づく「村社」に列せられた。明治末年から大正初期に行われた神社合祀について、当社の神社明細帳には特に何も明記されていない。しかし実際には、築比地地区のもう一つの香取神社「築比地香取神社」の神社明細帳に記されていた各神社が合祀されている。神社明細帳を調製した当時の埼玉県当局の誤記載か何か深い事情があったのかは不明である。

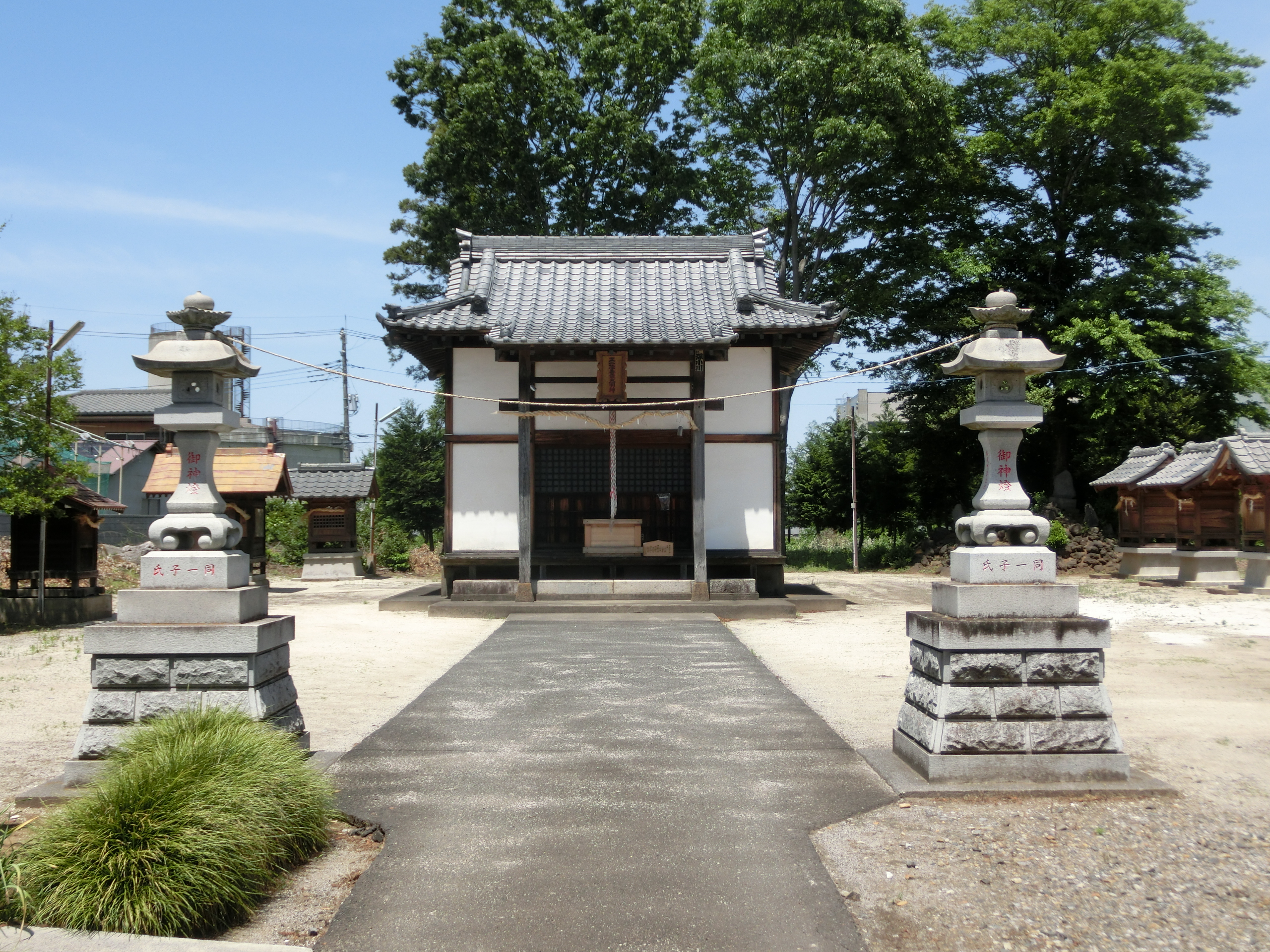
本社殿と各社

## 文化財
- 築比地下神社庚申塔群（松伏町指定有形文化財 昭和58年11月16日指定）[2]

## 交通アクセス
- 路線バス登戸停留所より徒歩4分。